# Koreničani
Koreničani falu Horvátországban Belovár-Bilogora megyében. Közigazgatásilag Đulovachoz tartozik.

## Fekvése
Belovártól légvonalban 48, közúton 58 km-re délkeletre, Daruvár központjától légvonalban12, közúton 16 km-re északkeletre, községközpontjától légvonalban 5, közúton 6 km-re nyugatra, Nyugat-Szlavóniában, a Papuk-hegység északnyugati lejtőin, a Rajčevica-patak partján fekszik. Itt halad át a 34-es számú főút és a Barcs – Daruvár vasútvonal, melynek vasútállomása van a település északi részén.

## Története
A térség a 17. század végén szabadult fel a török uralom alól. A kihalt területre a parlagon heverő földek megművelése és a határvédelem céljából a 18. század első felében Bosznia területéről telepítettek be új, szerb anyanyelvű lakosságot. Az első katonai felmérés térképén „Dorf Korenicza” néven találjuk. Lipszky János 1808-ban Budán kiadott repertóriumában „Korenichany (Dolnyi és Gornyi)” néven szerepel. Nagy Lajos 1829-ben kiadott művében „Korenichani (Gorni és Dolni)” néven 96 házzal és 952 ortodox vallású lakossal találjuk.
1857-ben 491, 1910-ben 1.070 lakosa volt. A 19. század végén az olcsó földterületek miatt jelentős magyar lakosság települt be a faluba. 1910-ben a népszámlálás adatai szerint lakosságának 59%-a szerb, 19%-a magyar, 15%-a horvát anyanyelvű volt. A Magyar Királyságon belül Horvát–Szlavónország részeként, Pozsega vármegye Daruvári járásának része volt. Az I. világháború után 1918-ban az új szerb-horvát-szlovén állam, majd később (1929-ben) Jugoszlávia része lett. 1941 és 1945 között a németbarát Független Horvát Államhoz, háború után a település a szocialista Jugoszláviához tartozott. 1991-től a független Horvátország része. 1991-ben lakosságának 86%-a szerb és 9%-a horvát nemzetiségű volt. 2011-ben 246 lakosa volt.

## Lakossága
| Lakosság változása | Lakosság változása | Lakosság változása | Lakosság változása | Lakosság változása | Lakosság változása | Lakosság változása | Lakosság változása | Lakosság változása | Lakosság változása | Lakosság változása | Lakosság változása | Lakosság változása | Lakosság változása | Lakosság változása | Lakosság változása |
| ------------------ | ------------------ | ------------------ | ------------------ | ------------------ | ------------------ | ------------------ | ------------------ | ------------------ | ------------------ | ------------------ | ------------------ | ------------------ | ------------------ | ------------------ | ------------------ |
| 1857               | 1869               | 1880               | 1890               | 1900               | 1910               | 1921               | 1931               | 1948               | 1953               | 1961               | 1971               | 1981               | 1991               | 2001               | 2011               |
| 491                | 576                | 553                | 853                | 870                | 1.070              | 858                | 791                | 684                | 701                | 639                | 514                | 409                | 328                | 317                | 246                |

## Nevezetességei
- Szent Miklós ereklyéinek áthozatala tiszteletére szentelt pravoszláv temploma[6] a falu feletti temetőben áll. A templom elődjét 1745-ben fából építették valószínűleg egy még régebbi templom helyén. Felépülte után 1774-ben még egy fatemplom is épült a faluban. A mai falazott templom a 19. században épült. A II. világháborúban 1943-ban a partizánok súlyosan megrongálták, értékes berendezése akkor semmisült meg. A templom ma tárva-nyitva, belső berendezés nélkül áll. Tetőzete nagyon rossz állapotú.

- A református templomot a 19. század végén építették a faluba betelepülő magyarok. Ma már ez is nagyon rossz állapotban van, mivel nincs aki gondját viselje. A hívek részben elvándoroltak, részben beolvadtak a helyi lakosságba. A templomot mára a katolikus egyháznak adták át használatra.